# Giulio Francesco di Sassonia-Lauenburg
Giulio Francesco di Sassonia-Lauenburg (Praga, 16 settembre 1641 – Reichstadt, 30 settembre 1689) è stato duca di Sassonia-Lauenburg.

## Biografia
Giulio Francesco di Sassonia-Lauenburg era figlio del duca Giulio Enrico di Sassonia-Lauenburg e della sua terza moglie, Anna Maddalena di Lobkowicz (20 luglio 1606 – 7 settembre 1668), figlia a sua volta del barone Guglielmo il Giovane Popel von Lobkowitz (Popel z Lobkowicz).
Salito al trono alla morte del padre, Giulio Francesco regnò sul proprio stato senza particolari problemi. Non avendo però avuto eredi maschi e con lui estinguendosi la sua casata, egli ingaggiò una battaglia legale per vedere riconosciuta la successione alle sue figlie che sicuramente avrebbero portato lo stato in dote a qualche regnante di rilievo. Alla morte del padre, però, Anna Maria Francesca e Sibilla Augusta si trovarono in conflitto sui diritti di successione e di questa debolezza approfittò il duca Giorgio Guglielmo di Brunswick-Lüneburg, dello stato confinante, che invase il Sassonia-Lauenburg con le proprie truppe inibendo l'ascesa legale delle due sorelle.
Anche altre monarchie europee, del resto, reclamavano la successione a questo trono tra cui i ducati confinanti di Meclemburgo-Schwerin e Holstein, oltre ai cinque principati della casa degli Ascanidi e ovviamente l'elettorato di Sassonia, ai Sassonia-Wittenberg, alla Svezia ed all'elettorato di Brandeburgo.
Scoppiò così un conflitto aperto, in particolare tra il principato di Celle (parte del Brunswick-Lüneburg) e il ducato danese di Holstein, tra i quali venne firmato un accordo il 9 ottobre 1693 secondo il quale de facto il duca di Brunswick-Lüneburg avrebbe detenuto gran parte del territorio del Sassonia-Lauenburg in unione personale. Nel 1728 finalmente l'imperatore Carlo VI legittimò questo passaggio di proprietà. Anna Maria Francesca e Sibilla Augusta vennero private di ogni loro diritto di successione e vennero difatti esiliate nella città boema di Ploskovice.

## Matrimonio e figli
Il 9 aprile 1668 Giulio Francesco sposò a Sulzbach Edvige del Palatinato-Sulzbach (Sulzbach, 15 aprile 1650 – 23 novembre 1681, Amburgo), figlia di Cristiano Augusto del Palatinato-Sulzbach. La coppia ebbe tre figlie femmine:
- Maria Anna Teresa (1670 – 1671);
- Anna Maria Francesca (Neuhaus in Bohemia, 13 giugno 1672 – 15 ottobre 1741*, Reichstadt); sposò il 29 ottobre 1690 a Roudnice nad Labem Filippo Guglielmo Augusto del Palatinato-Neuburg (Neuburg an der Donau, 18 novembre 1668 - 10 aprile 1693, Reichstadt); in seconde nozze, il 2 luglio 1697 a Düsseldorf sposò Gian Gastone de' Medici, granduca di Toscana, (Firenze, 24 maggio 1671 – 9 luglio 1737, ivi);
- Sibilla Augusta (Ratzeburg, *21 gennaio 1675 – 10 luglio 1733, Ettlingen); sposò il 27 marzo 1690 a Raudnitz il margravio Luigi Guglielmo di Baden-Baden.

## Ascendenza
|                                                     |                                             |                                                                             | Genitori                                                       |  |  | Nonni |  |  | Bisnonni                                      |  |  | Trisnonni                                     |  |
|                                                     |                                             |                                                                             |                                                                |  |  |       |  |  | 8. Francesco I, IX duca di Sassonia-Lauenburg |  |  | 16. Magnus I, VIII duca di Sassonia-Lauenburg |  |
|                                                     |                                             |                                                                             |                                                                |  |  |       |  |  | 8. Francesco I, IX duca di Sassonia-Lauenburg |  |  | 16. Magnus I, VIII duca di Sassonia-Lauenburg |  |
|                                                     |                                             | 17. Caterina di Brunswick-Wolfenbüttel                                      |                                                                |  |  |       |  |  | 8. Francesco I, IX duca di Sassonia-Lauenburg |  |  |                                               |  |
| 4. Francesco II, X duca di Sassonia-Lauenburg       |                                             |                                                                             |                                                                |  |  |       |  |  | 8. Francesco I, IX duca di Sassonia-Lauenburg |  |  |                                               |  |
|                                                     |                                             | 9. Sibilla di Sassonia                                                      | 18. Enrico IV, X duca di Sassonia                              |  |  |       |  |  |                                               |  |  |                                               |  |
|                                                     |                                             | 9. Sibilla di Sassonia                                                      | 18. Enrico IV, X duca di Sassonia                              |  |  |       |  |  |                                               |  |  |                                               |  |
|                                                     |                                             | 9. Sibilla di Sassonia                                                      | 19. Caterina di Meclemburgo-Schwerin                           |  |  |       |  |  |                                               |  |  |                                               |  |
| 2. Giulio Enrico, XII duca di Sassonia-Lauenburg    |                                             | 9. Sibilla di Sassonia                                                      |                                                                |  |  |       |  |  |                                               |  |  |                                               |  |
|                                                     |                                             | 10. Giulio, X principe di Brunswick-Wolfenbüttel e VI principe di Calenberg | 20. Enrico V, IX principe di Brunswick-Wolfenbüttel            |  |  |       |  |  |                                               |  |  |                                               |  |
|                                                     |                                             | 10. Giulio, X principe di Brunswick-Wolfenbüttel e VI principe di Calenberg | 20. Enrico V, IX principe di Brunswick-Wolfenbüttel            |  |  |       |  |  |                                               |  |  |                                               |  |
|                                                     |                                             | 10. Giulio, X principe di Brunswick-Wolfenbüttel e VI principe di Calenberg | 21. Maria di Württemberg-Mömpelgard                            |  |  |       |  |  |                                               |  |  |                                               |  |
| 5. Maria di Brunswick-Wolfenbüttel                  |                                             | 10. Giulio, X principe di Brunswick-Wolfenbüttel e VI principe di Calenberg |                                                                |  |  |       |  |  |                                               |  |  |                                               |  |
|                                                     |                                             | 11. Edvige di Brandeburgo                                                   | 22. Gioacchino II, XII principe elettore di Brandeburgo (= 12) |  |  |       |  |  |                                               |  |  |                                               |  |
|                                                     |                                             | 11. Edvige di Brandeburgo                                                   | 22. Gioacchino II, XII principe elettore di Brandeburgo (= 12) |  |  |       |  |  |                                               |  |  |                                               |  |
|                                                     |                                             | 11. Edvige di Brandeburgo                                                   | 23. Edvige di Polonia                                          |  |  |       |  |  |                                               |  |  |                                               |  |
| 1. Giulio Francesco, XIV duca di Sassonia-Lauenburg |                                             | 11. Edvige di Brandeburgo                                                   |                                                                |  |  |       |  |  |                                               |  |  |                                               |  |
|                                                     | 12. Ulderico Felice, I signore di Lobkowicz | 24. Cristoforo di Lobkowicz                                                 |                                                                |  |  |       |  |  |                                               |  |  |                                               |  |
|                                                     | 12. Ulderico Felice, I signore di Lobkowicz | 24. Cristoforo di Lobkowicz                                                 |                                                                |  |  |       |  |  |                                               |  |  |                                               |  |
|                                                     | 12. Ulderico Felice, I signore di Lobkowicz | 25. Anna di Biberstein                                                      |                                                                |  |  |       |  |  |                                               |  |  |                                               |  |
| 6. Guglielmo, I barone di Lobkowicz                 | 12. Ulderico Felice, I signore di Lobkowicz |                                                                             |                                                                |  |  |       |  |  |                                               |  |  |                                               |  |
|                                                     |                                             | 13. Anna Elisabetta di Hradce                                               | 26. Gioacchino di Hradce                                       |  |  |       |  |  |                                               |  |  |                                               |  |
|                                                     |                                             | 13. Anna Elisabetta di Hradce                                               | 26. Gioacchino di Hradce                                       |  |  |       |  |  |                                               |  |  |                                               |  |
|                                                     |                                             | 13. Anna Elisabetta di Hradce                                               | 27. Anna Elisabetta di Rozmberka                               |  |  |       |  |  |                                               |  |  |                                               |  |
| 3. Anna Maddalena di Lobkowicz                      |                                             | 13. Anna Elisabetta di Hradce                                               |                                                                |  |  |       |  |  |                                               |  |  |                                               |  |
|                                                     |                                             | 14. Adamo Abele di Lobkowicz                                                | 28. Venceslao di Lobkowicz                                     |  |  |       |  |  |                                               |  |  |                                               |  |
|                                                     |                                             | 14. Adamo Abele di Lobkowicz                                                | 28. Venceslao di Lobkowicz                                     |  |  |       |  |  |                                               |  |  |                                               |  |
|                                                     |                                             | 14. Adamo Abele di Lobkowicz                                                | 29. Benigna di Wietmühle                                       |  |  |       |  |  |                                               |  |  |                                               |  |
| 7. Caterina Benigna di Lobkowicz                    |                                             | 14. Adamo Abele di Lobkowicz                                                |                                                                |  |  |       |  |  |                                               |  |  |                                               |  |
|                                                     |                                             | 15. Margherita di Mollart                                                   | 30. Pietro di Mollart                                          |  |  |       |  |  |                                               |  |  |                                               |  |
|                                                     |                                             | 15. Margherita di Mollart                                                   | 30. Pietro di Mollart                                          |  |  |       |  |  |                                               |  |  |                                               |  |
|                                                     |                                             | 15. Margherita di Mollart                                                   | 31. Anna di Czastlamp                                          |  |  |       |  |  |                                               |  |  |                                               |  |
|                                                     |                                             | 15. Margherita di Mollart                                                   |                                                                |  |  |       |  |  |                                               |  |  |                                               |  |